# Tomellana lineata
Tomellana lineata é uma espécie de gastrópode do gênero Tomellana , pertencente a família Clavatulidae.